# 15296 Tantetruus
(15296) Tantetruus (voorlopige naam 1992 AS2) is een planetoïde tussen de planeten Mars en Jupiter. De ruimtesteen is vernoemd naar verzetsstrijdster Truus Wijsmuller-Meijer, die voor en tijdens de Tweede Wereldoorlog meehielp met het in veiligheid brengen van Joden.
De planetoïde is in 1992 ontdekt en kreeg op woensdag 15 juni 2011 de naam Tantetruus.